# Бартельсен, Фредди
Фре́дди Ба́ртельсен (дат. Freddy Bartelsen) — датский кёрлингист.
В составе мужской сборной Дании участник трёх чемпионатов мира (лучший результат — девятое место в 1980) и чемпионата Европы 1977 (заняли восьмое место). Двукратный чемпион Дании среди мужчин.
Играл на позициях второго и третьего.

## Достижения
- Чемпионат Дании по кёрлингу среди мужчин: золото (1976, 1980).

## Команды
| Сезон   | Четвёртый  | Третий            | Второй            | Первый         | Турниры                       |
| ------- | ---------- | ----------------- | ----------------- | -------------- | ----------------------------- |
| 1975—76 | Оле Ларсен | Йёрн Блак         | Фредди Бартельсен | Йёрн Йёргенсен | ЧДМ 1976 · ЧМ 1976 (10 место) |
| 1977—78 | Йёрн Блак  | Фредди Бартельсен | Бент Йёргенсен    | Антонни Хинге  | ЧЕ 1977 (8 место)             |
| 1978—79 | Йёрн Блак  | Фредди Бартельсен | Бент Йёргенсен    | Антонни Хинге  | ЧМ 1979 (10 место)            |
| 1979—80 | Йёрн Блак  | Арне Педерсен     | Фредди Бартельсен | Бент Йёргенсен | ЧДМ 1980 · ЧМ 1980 (9 место)  |

(скипы выделены полужирным шрифтом)